# Bökesjön (Torups socken, Halland)
Bökesjön är en sjö i Hylte kommun i Halland och ingår i Suseåns huvudavrinningsområde.